# Cylindera arenaria
Cylindera arenaria är en skalbaggsart som först beskrevs av Johann Kaspar Füssli 1775.  Cylindera arenaria ingår i släktet Cylindera, och familjen jordlöpare. Arten har ej påträffats i Sverige.

## Bildgalleri

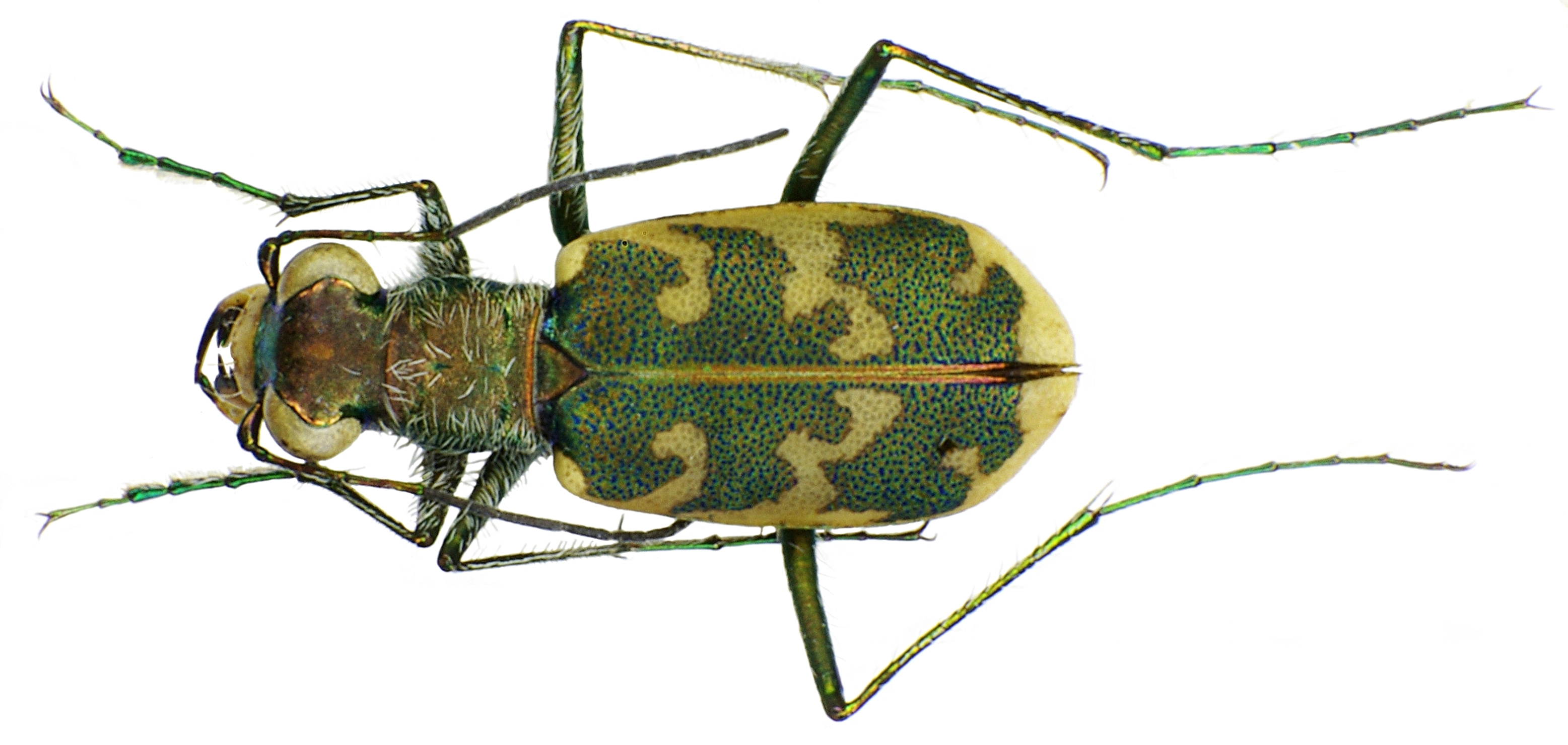
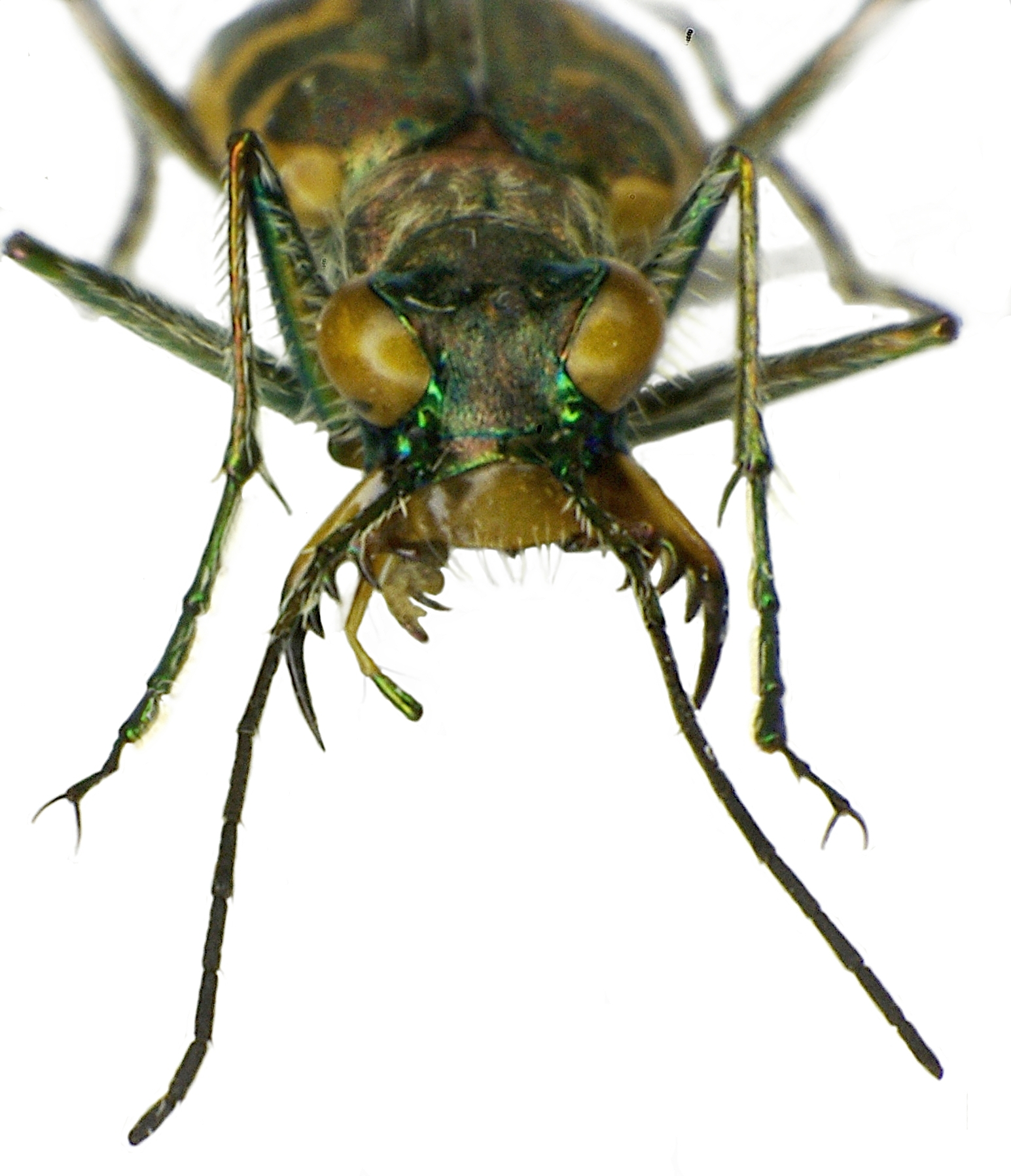